# ハートフォード・ダークブルース

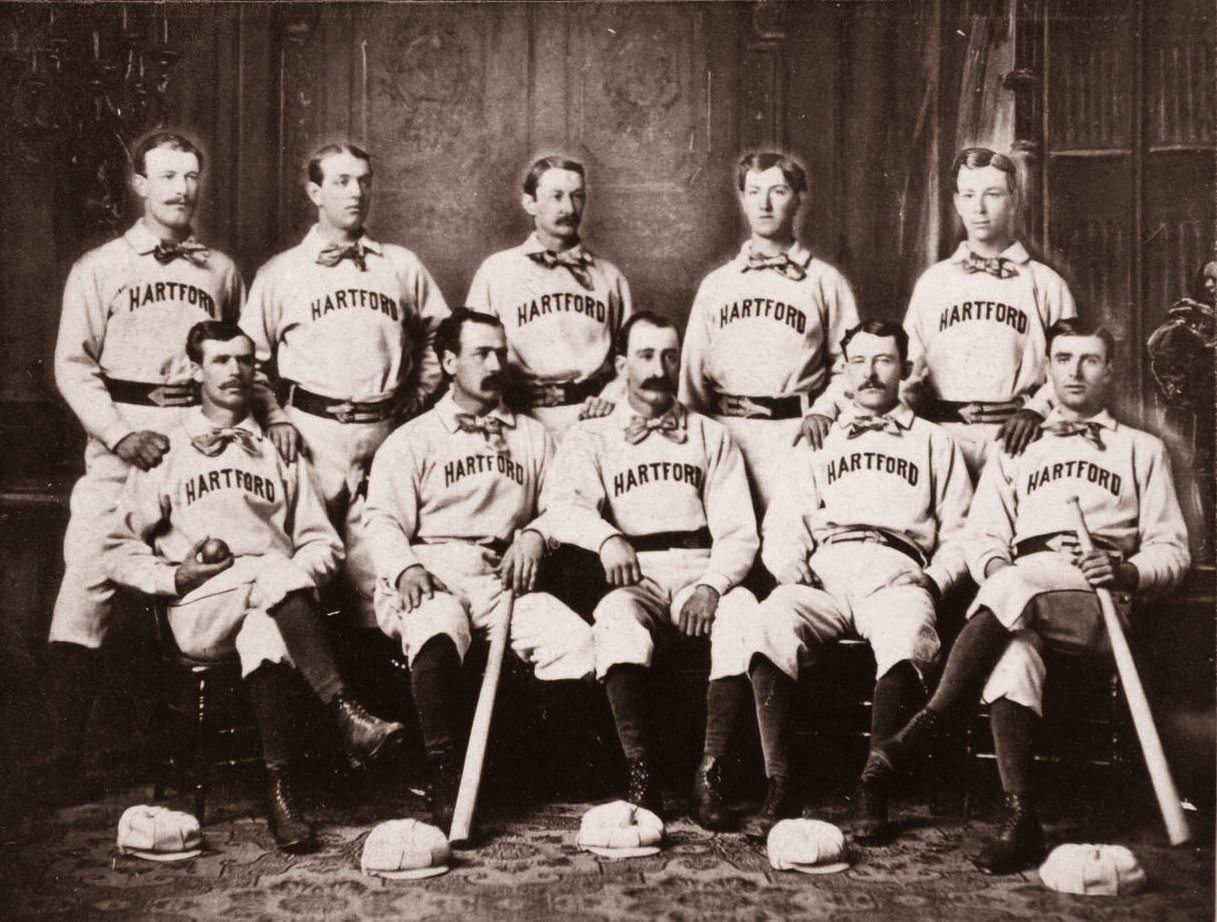
1875年

ハートフォード・ダークブルース（Hartford Dark Blues）は、アメリカ合衆国コネチカット州ハートフォードを本拠地とし、1874年から1877年までナショナル・アソシエーションとメジャーリーグのナショナルリーグで活動していたプロ野球チーム。

## 球団史
1874年に後のナショナルリーグ初代理事長となったモーガン・バークリーが所有していたチームである。当初ナショナル・アソシエーションに参加していたが、翌年を最後にリーグが消滅し、1876年からは所有者だったバークリーが設立メンバーとなったナショナルリーグに移った。
1876年にトミー・ボンド、キャンディ・カミングスの先発二人が合わせて完投69、ともに防御率1点台の活躍をしチームはリーグ2位の成績を収める。しかし本拠地の立地条件が悪かったためか、集客力に乏しかったチームは翌1877年ハートフォードを離れてブルックリンに移り、「ブルックリン・ハートフォーズ」となった。それまでの主力だったボンドやカミングスはチームを去り、ジョン・キャシディがチームを引っ張る形になっていた。同年チームは5割近い勝率を上げたが、この年のシーズンオフに解散となった。

## 戦績
| 年度   | リーグ | 試合 | 勝利 | 敗戦 | 勝率 | 順位 | 監督               | 本拠地                     |
| ------ | ------ | ---- | ---- | ---- | ---- | ---- | ------------------ | -------------------------- |
| 1874年 | NA     | 53   | 16   | 37   | .302 | 7位  | リップ・パイク     | Hartford Ball Club Grounds |
| 1875年 | NA     | 86   | 54   | 28   | .659 | 3位  | ボブ・ファーガソン | Hartford Ball Club Grounds |
| 1876年 | NL     | 69   | 47   | 21   | .691 | 2位  | ボブ・ファーガソン | Hartford Ball Club Grounds |
| 1877年 | NL     | 60   | 31   | 27   | .534 | 3位  | ボブ・ファーガソン | Union Grounds (Brooklyn)   |

## 所属した主な選手
- エバレット・ミルズ：1874,1875年で133試合に出場、通算打率.284
- トム・ヨーク：ナショナルリーグ在籍期間で二塁打28、三塁打14、76打点
- キャンディ・カミングス：在籍時通算で51勝、12完封。アメリカ野球殿堂入り選手。
- トミー・ボンド：通算50勝、12完封。1876年に31勝を挙げた。

## 主な球団記録
ナショナル・アソシエーション
- 最多安打：158（エバレット・ミルズ）
- 最多打点：65（エバレット・ミルズ）
- 通算勝利：35（キャンディ・カミングス）

ナショナルリーグ
- 最多安打：152（ジャック・バードック）
- 通算防御率：2.14（テリー・ラーキン）
- 通算勝利：31（トミー・ボンド）